# Caloplaca marina
Наранџасти морски лишај (енгл. Caloplaca marina) врста је лишаја из породице Teloschistaceae. Има широку распрострањеност и може се наћи близу обале на стенама или зидинама.

## Oпис
Тело лишаја, талyса, је наранџасте или наранџасто-црвене боје и може бити континуирано или фрагментирано.